# American University

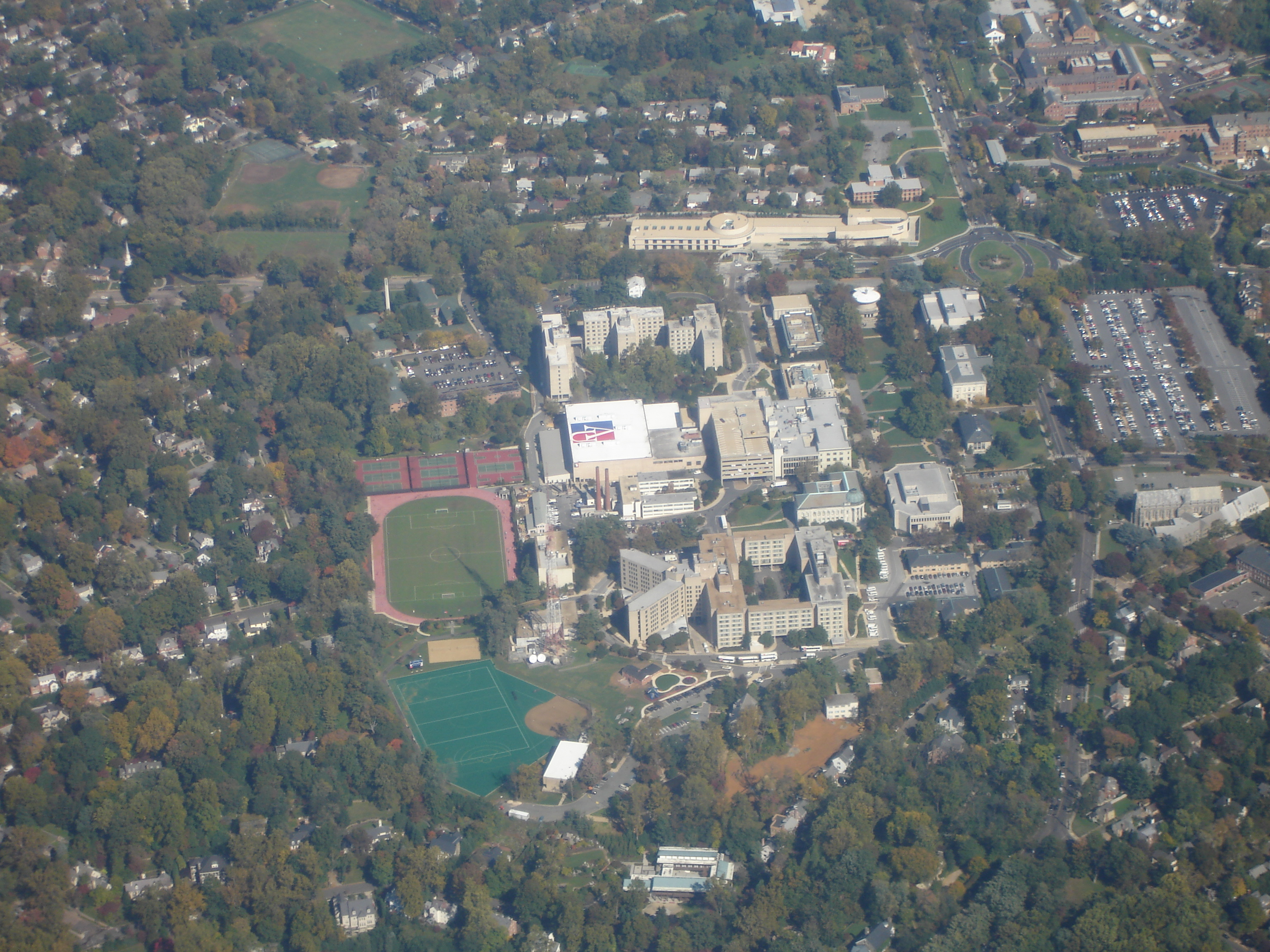
Luftaufnahme der American University (Blick nach Norden). Sie liegt im Osten des Stadtteils Spring Valley.

Die American University (AU) ist eine private, methodistische Universität in Washington, D.C. in den USA. Im Herbst 2014 waren 7.083 Bachelorstudenten (undergraduate students) und 3.497 Master- bzw. Ph.D.-studenten (postgraduate students) eingeschrieben (insgesamt 10.580 Studenten). Die Universität wurde 1893 gegründet.

## Geschichte

### Gründung
Die American University wurde im District of Columbia durch ein Gesetz des Kongresses am 5. Dezember 1892 gegründet, hauptsächlich aufgrund der Bemühungen des methodistischen Bischofs John Fletcher Hurst. Nach mehr als drei Jahrzehnten, in denen die finanzielle Unterstützung abgesichert wurde, wurde die Universität am 15. Mai 1914 offiziell eingeweiht.  Die AU nahm sowohl Frauen als auch Afroamerikaner auf, was zu dieser Zeit in der Hochschulbildung ungewöhnlich war. Unter den ersten 28 Studenten waren fünf Frauen und 1915 wurde eine afroamerikanische Doktorandin zugelassen. Während des Ersten Weltkriegs erlaubte die Universität dem US-Militär, einen Teil ihres Geländes für Tests zu nutzen. 1917 teilte das US-Militär die American University in die Camp American University und das Camp Leach. Die Camp American University wurde zum Geburtsort des US-Chemiewaffenprogramms und zum Ort der Chemiewaffentests, was in den 1990er Jahren große Aufräumarbeiten erforderte. Camp Leach war die Heimat fortschrittlicher Forschung, Entwicklung und Erprobung moderner Tarntechniken. Ab 2014 entfernte das Army Corps of Engineers noch Kampfmittel wie Senfgas und Mörsergranaten.
Der Unterricht wurde zunächst nur auf Graduiertenebene angeboten, ab 1925 mit der Gründung des College of Liberal Arts (später College of Arts and Sciences) wurden die ersten grundständigen Studiengänge und -programme angeboten. Die heutige School of Public Affairs wurde 1934 gegründet, um künftige Bundesbedienstete auszubilden.
Die Beziehungen der AU zur US-Regierung wurden während des Zweiten Weltkriegs fortgesetzt, als der Campus die US Navy Bomb Disposal School und eine WAVE-Kaserne beherbergte. Für die Rolle der AU bei diesen Kriegsbemühungen wurde das Victory-Schiff SS American Victory zu ihren Ehren benannt.

## Sport
Die Sportteams der AU sind die Eagles (Adler). Die Hochschule ist Mitglied in der Patriot League.

## Bekannte Alumni
- Aboubacar Ibrahim Abani (* 1962), Diplomat
- Franz Adler (1908–1983), Soziologe
- Toney Anaya (* 1941), Politiker
- Jónas Árnason (1923–1998), Politiker und Schriftsteller
- Konstantinos Arvanitopoulos (* 1960), Politikwissenschaftler und Politiker
- Owen Aspinall (1927–1997), Politiker
- Christian Ast (* 1971), Basketballspieler
- Theodore Barber (1927–2005), Psychologe
- Bettina Tucci Bartsiotas, UN-Beamtin
- Jordan Belfort (* 1962), Autor und Motivationstrainer
- Ken Bentsen (* 1959), Politiker
- James Bilbray (1938–2021), Politiker
- Doreen Bogdan-Martin (* 1966), Generalsekretärin der ITU
- Don Bonker (1937–2023), Politiker
- Juan Mari Brás (1925–2010), Politiker
- Julia Brownley (* 1952), Politikerin
- Robert Byrd (1917–2010), Politiker
- Carroll Ashmore Campbell junior (1940–2005), Politiker
- Neil Cavuto (* 1958), Fernsehmoderator
- Joe Chambers (1942–2022), Jazz-Schlagzeuger
- Adrian Cronauer (1938–2018), Radio-Diskjockey
- Gregory R. Dahlberg (* 1951), Politiker
- Douglas Davis (1933–2014), Kunstkritiker und Künstler
- Ruth M. Davis (1928–2012), Mathematikerin und Informatikerin
- Thomas Downey (* 1949), Politiker
- Adam Ebbin (* 1963), Politiker
- Clyde T. Ellis (1908–1980), Politiker
- Friederike Engel (* 1987), Fußballspielerin
- John Fahey (1939–2001), Musiker
- Arthur Flemming (1905–1996), Politiker
- David Gaines (* 1961), Komponist
- Savannah Graybill (* 1988), Skeletonpilotin
- Joanne Greenberg (* 1932), Schriftstellerin
- David Gregory (* 1970), Fernsehjournalist
- Henepola Gunaratana (* 1927), buddhistischer Mönch
- Alison Lundergan Grimes (* 1978), Politikerin
- Kim Guadagno (* 1959), Politikerin
- Gale Harold (* 1969), Schauspieler
- Melissa Hathaway (* 1968), Regierungsbeamtin
- Mo Hayder (1962–2021), Krimi-Autorin
- Tom Hegermann (* 1960), Radiomoderator
- Lawrence Hogan (1928–2017), Politiker
- Tim Huelskamp (* 1968), Politiker
- Ousmane Issoufi Maïga (* 1946), Politiker
- Alexandra Karle (* 1967), Fernsehmoderatorin
- Petra Kelly (1947–1992), Politikerin
- Timm Kern (* 1972), Politiker
- Abdul Ilah al-Chatib (* 1953), Politiker
- Cyril E. King (1921–1978), Politiker
- John Albert Knebel (* 1936), Politiker
- Max Kohnstamm (1914–2010), Historiker und Diplomat
- Juliane Kokott (* 1957), Juristin
- Michael J. Kopetski (* 1949), Politiker
- Alex Koroknay-Palicz (* 1981), Aktivist
- Ferdinand Kramer (* 1960), Historiker
- Joan Langdon (* 1951), Mathematikerin und Hochschullehrerin
- Rick Lazio (* 1958), Politiker
- Friedrich Lenz (1885–1968), Nationalökonom
- Wendy Lower (* 1965), Historikerin
- Nizar Madani (* 1941), Politiker
- Elham Manea (* 1966), Politologin und Autorin
- Donald Manzullo (* 1944), Politiker
- Betsy Markey (* 1956), Politikerin
- Jim McGovern (* 1959), Politiker
- Clint Miller (* 1939), Politiker und Musiker
- May Miller (1899–1995), Schriftstellerin
- Keith Claudius Mitchell (* 1946), Politiker
- Angelika Mlinar (* 1970), Politikerin
- Valentine Moghadam (* 1952), Soziologin und Feministin
- Nick Monu (* 1965), Dramatiker, Schauspieler und Regisseur
- Connie Morella (* 1931), Politikerin
- Dambisa Moyo (* 1969), Ökonomin
- John P. O’Neill (1952–2001), Anti-Terrorismus-Experte
- Max Otte (* 1964), Ökonom
- Longin Pastusiak (1935–2025), Politiker
- Joachim Prinz (* 1971), Ökonom
- Balakrishnan Rajagopal (* vor 1990), Rechtswissenschaftler und Menschenrechtsexperte
- Steven Rales (* 1951), Unternehmer
- Lorin S. Robert (* 1956), Politiker
- Vekuii Rukoro (1954–2021), namibischer Geschäftsmann und Jurist
- Benjamin Salisbury (* 1980), Schauspieler und Synchronsprecher
- Loretta Sanchez (* 1960), Politikerin
- Bruce Schneier (* 1963), Experte für Kryptographie und Computersicherheit
- Willard Scott (1934–2021), Schauspieler, Autor und Berufsclown
- Parvez Sharma, Journalist und Filmregisseur
- Charles Sheffield (1935–2002), Mathematiker, Physiker und Science-Fiction-Autor
- Bill Shuster (* 1961), Politiker
- Bud Shuster (1932–2023), Politiker
- Cara Silverman (1959–2014), Filmeditorin
- Kantathi Suphamongkhon (* 1952), Politiker
- Robin Tallon (* 1946), Politiker
- Elmar Theveßen (* 1967), Fernsehjournalist, Autor
- A. Devitt Vanech (1906–1967), Jurist
- Ed Whitfield (* 1943), Politiker
- Chancellor Williams (1898/1905–1992), Historiker, Soziologe und Schriftsteller
- Drew Wrigley (* 1965), Politiker
- Oumarou Garba Youssoufou (1940–2007), Diplomat und Politiker
- Holger Zürch (* 1967), Autor